# Quinlan Terry

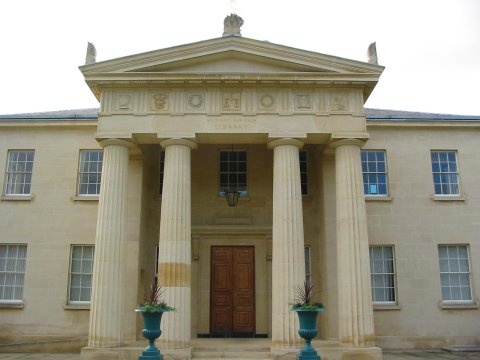
The Maitland Robinson Library a Downing College.

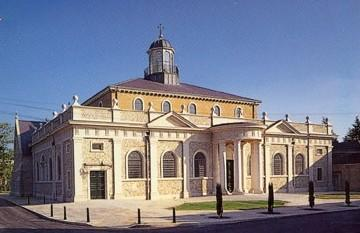
Brentwood Cathedral

Quinlan Terry (Hampstead, 24 luglio 1937) è un architetto britannico propenso al nuovo classicismo, fu allievo di Raymond Erith con il quale formò la società Erith & Terry, ora Quinlan and Francis Terry LLP Architects.

## Biografia

### Gli anni d'esordio
Quinlan Terry nacque ad Hampstead, Londra nel 1937 da una famiglia liberale di centro-sinistra, dalle scarse attitudini religiose.
Frequentò la Bryanston School mostrando una certa propensione per la scultura e la ceramica sotto l'insegnamento di Don Potter.
Nel 1955 cominciò gli studi universitari in architettura presso l'Architectural Association di Londra. Assieme agli studenti Andrew Anderson e Malcom Higgs formò un gruppo che divenne noto come The Force Triangle o Christian Weirdies, in virtù delle loro solide posizioni religiose: durante i primi anni dell'università, infatti, Terry abbracciò la religione cristiana frequentando i sermoni del pastore protestante Martyn Lloyd-Jones. Da quel periodo in poi, Terry conserverà sempre una forte convinzione religiosa che avrà anche un riverbero fondamentale nella sua visione dell'architettura: nel suo saggio Origin of the Orders (che gli valse il premio Rotthier nel 1982), ad esempio, sostiene che l'origine degli ordini architettonici dell'architettura classica sia direttamente ispirata da Dio in quanto già esattamente descritti nell'Antico Testamento. Il trio appartenne ad un più ampio movimento, particolarmente rappresentato all'interno dalla Architectural Association nella seconda metà degli anni '50, che metteva in discussione l'estetica ed i principi del Modernismo rigoroso, a favore di un'architettura ora rivolta ad un recupero degli ideali dell'Arts and Crafts, ora ad un revival di certe estetiche del Neogotico Vittoriano o industriale, ora versata all'espressività Brutalista.
Collaborò inizialmente con lo studio Stirling and Gowan (Gowan fu suo docente al terzo anno di università) presso il quale lavorò ai dettagli del progetto dell'importante Edificio di Ingegneria dell'Università di Leicester. Passò quindi allo studio Elsom, Pack, Roberts e poco dopo allo studio di John Brandon-Jones. Brandon-Jones fu presidente della Architectural Association negli anni 1957-58 ed all'epoca ebbe modo di conoscere ed incoraggiare Terry verso una riconsiderazione dell'Architettura Vittoriana e all'architettura di WR Lethaby e di Philip Webb. Brandon-Jones lo raccomandò infine a Raymond Erith, dal quale Terry trasse il proprio Classicismo rigoroso. Divenne di quest'ultimo inizialmente socio e poi, alla morte di Erith, ne rilevò l'attività.

### Dagli anni '90 ad oggi
Tra il 1989 e il 1991 trasformò la relativamente piccola cattedrale cattolica di Brentwood (costruita come chiesa parrocchiale neogotica nel 1861 ed elevata a cattedrale con l'erezione nel 1917 della diocesi di Brentwood) in un edificio più grande e importante di stile rinascimentale "classico" italiano con elementi barocchi rendendola un monumento protetto dall'Historic England.
Nel 1989, usò lo stile neogotico per realizzare una magione a Londra nella zona di Regent's Park. Il progetto era basato sulla Villa Saraceno del Palladio, che Terry aveva convertito al gotico. A metà degli anni novanta, disegnò il restauro della chiesa di St. Helen (Londra) dopo che la stessa era stata danneggiata severamente in due attentati dell'IRA. Egli si rifece al suo precedente lavoro con un disegno ispirato ad una architettura georgiana, uniformata ai precetti della teologia della riforma protestante.
Nell'ottobre 2007 Terry venne multato di £ 25.000 dal Westminster City Council, per aver demolito due ingressi a Regent's Park, realizzati da John Nash. Il membro del Gabinetto del Westminster City Council's, Cllr Robert Davis, disse:
Westminster ha una ricca eredità architettonica e il consiglio ha il dovere di proteggerla per le generazioni future. Che uno degli architetti più eminenti del paese vada contro le leggi è deludente, ma io spero che l'entità della multa invii un messaggio molto chiaro a coloro che pensano di poter danneggiare e distruggere edifici senza alcun riguardo del luogo in cui si trovino.

## Stile Architettonico
Terry è un architetto profondamente convenzionale che ha reagito contro lo stile modernista e le sue diverse varianti. Egli lavora principalmente in una retrospettiva classica rifacentesi allo stile palladiano.
Fra i suoi più noto progetti vi è la ristrutturazione della Brentwood Cathedral nell'Essex. Questa ricostruzione di un'antica chiesa cattolica, è stata giocata sullo stile rinascimentale italiano ed il fuggevole barocco inglese. Essa ha un portico basato sul portico sud della St. Paul's Cathedral progettata da Sir Christopher Wren. In maniera molto inusuale, egli ha utilizzato nel progetto, tutti e cinque gli ordini dell'architettura classica.
Nel corso degli anni ottanta, su incarico del primo ministro britannico Margaret Thatcher, ha realizzato il rifacimento interno di 10 Downing Street.
Nel Gloucestershire, ha progettato Waverton House, usando lo stile reso popolare da Matthew Brettingham nel XVIII secolo, realizzando una scala centrale, illuminata dall'alto, contornata da stanze su entrambi i piani.
Terry ha detto che ama lavorare per gli statunitensi perché:
...a parte il fatto che hanno i soldi, [essi] non hanno alcuna inibizione morale a realizzare un edificio secondo uno stile antico... Per gli americani la moralità è moralità e l'architettura è architettura.

## Lavori negli Stati Uniti
Fra i suoi lavori più noti realizzati negli Stati Uniti si ricorda la Abercrombie Residence. Questa magione stile classico è una ricostruzione della Marble Hill House di Twickenham in Inghilterra. Ha un piano nobile collegato da una scala esterna con un frontone sostenuto da colonne corinzie. Il prospetto è realizzato in calcare di Kasota con inserti in calcare dell'Indiana.

## Riconoscimenti e critica
Vinse il Premio europeo Philippe Rothier per la sua opera Reconstruction of the City of Archives d'Architecture Moderne nel 1982.
Il suo progetto per la biblioteca del Downing College dell'Università di Cambridge vinse il premio Building of the Year Award nel 1994.
Nel 2003 vinse il premio Best Modern Classical House 2003, promosso dal British Georgian Group per la ristrutturazione di Ferne House nel Wiltshire.
Nel 2005 si aggiudicò il III Annual Driehaus Prize, il più prestigioso premio per l'architettura classica.

### Critiche positive
L'architettura di Terry è stata estremamente lodata da David Watkin, che scrisse la monografia Radical Classicism: The Architecture of Quinlan Terry (2006), e da Roger Scruton che lo chiamò "un lungo respiro di aria fresca".

### Critiche negative
Terry è stato chiamato "il nostro architetto più controverso" - precisamente perché è così incontroverso ed il suo lavoro ha attratto molte critiche anche dai conservatori. Gavin Stamp, rimarcò che dopo la morte di Raymond Erith, Terry volle "tenere in alto la torcia del classicismo - qualcosa di cui era, io temo, completamente incapace di sostenere" e del suo lavoro si disse "squisito ma irrealizzabile."